# Дискографія Елли Фіцджеральд
Дискографія американської джазової співачки Елли Фіцджеральд охоплює період її музичної кар'єри з 1935 до 1989 року і складається з 54 студійних альбомів, 23 концертних альбомів, 6 збірників, 7 спільних робіт, 72 синглів і 4 триб'ют-альбомів, записаних з іншими музикантами.
Творчість Фіцджеральд можна поділити на декілька етапів, за періодами співробітництва з різними звукозаписними компаніями. З 1935 по 1955 рік співачка записувалась на лейблі Decca Records, і її першим синглом стала пісня «I'll Chase the Blues Away», записана спільно з Чіком Веббом і видана на грамофонній платівці у 78 обертів на хвилину. З розвитком звукозапису з'явилась можливість записувати грамплатівки зі швидкістю 33⅓ обертів на хвилину, це дозволило Фіцджеральд випустити свій перший повноцінний альбом у 1950 році — Ella Sings Gershwin.
1956 рік позначив собою початок тривалої і плідної співпраці Фіцджеральд і її менеджера Нормана Гранца. Спеціально для неї Гранц створив студію Verve Records, на якій у підсумку було записано 40 студійних і концертних альбомів Фіцджеральд. Також в цей період Фіцджеральд записала одні зі своїх найвідоміших робіт — «songbooks» — збірки пісень певного композитора чи поета. Даний цикл пісенників містить альбоми, присвячені таким авторам як Дюк Еллінгтон, Річард Роджерс і Лоренц Харт, Гарольд Арлен, Коул Портер, Ірвінг Берлін, Джером Керн, Джордж Гершвін і Айра Гершвін, Джонні Мерсер.
З кінця 1960-х Фіцджеральд записувалась й на інших великих лейблах, зокрема на Capitol Records і Reprise Records. 1972 року Гранц заснував Pablo Records, на цій студії були записані всі наступні альбоми Фіцджеральд, включно з останнім — All That Jazz (1989).

## Студійні альбоми
| Рік                                           | Опис | Максимальні позиції в чартах | Максимальні позиції в чартах | Максимальні позиції в чартах | Максимальні позиції в чартах | Максимальні позиції в чартах | Максимальні позиції в чартах | Максимальні позиції в чартах | Максимальні позиції в чартах | Максимальні позиції в чартах | Максимальні позиції в чартах | Максимальні позиції в чартах |
| Рік                                           | Опис | US                           | Jazz                         | UK                           | ITA                          | SWE                          | AUS                          | GER                          | NZ                           | NOR                          | NL                           | SWI                          |
| --------------------------------------------- | --- | ---------------------------- | ---------------------------- | ---------------------------- | ---------------------------- | ---------------------------- | ---------------------------- | ---------------------------- | ---------------------------- | ---------------------------- | ---------------------------- | ---------------------------- |
| 1950                                          | Ella Sings Gershwin - Вихід: 1950 - Лейбли: Decca Records - Формати: CD, LP                                                             | —                            | —                            | 13                           | —                            | —                            | —                            | —                            | —                            | —                            | —                            | —                            |
| 1954                                          | Songs in a Mellow Mood - Вихід: 1954 - Лейбли: Decca Records - Формати: CD, LP                                                          | —                            | —                            | —                            | —                            | —                            | —                            | —                            | —                            | —                            | —                            | —                            |
| 1954                                          | Lullabies of Birdland - Вихід: 1954 - Лейбли: Decca Records - Формати: CD, LP                                                           | —                            | —                            | —                            | —                            | —                            | —                            | —                            | —                            | —                            | —                            | —                            |
| 1955                                          | For Sentimental Reasons - Вихід: 1955 - Лейбли: Decca Records - Формати: CD, LP                                                         | —                            | —                            | —                            | —                            | —                            | —                            | —                            | —                            | —                            | —                            | —                            |
| 1955                                          | Miss Ella Fitzgerald & Mr Gordon Jenkins Invite You to Listen and Relax - Вихід: 1955 - Лейбли: Decca Records - Формати: CD, LP         | —                            | —                            | —                            | —                            | —                            | —                            | —                            | —                            | —                            | —                            | —                            |
| 1955                                          | Sweet and Hot - Вихід: 1955 - Лейбли: Decca Records - Формати: CD, LP                                                                   | —                            | —                            | —                            | —                            | —                            | —                            | —                            | —                            | —                            | —                            | —                            |
| 1956                                          | Ella Fitzgerald Sings the Cole Porter Songbook - Вихід: 1956 - Лейбли: Verve Records - Формати: CD, LP                                  | 15                           | —                            | —                            | —                            | —                            | —                            | —                            | —                            | —                            | —                            | —                            |
| 1956                                          | Ella and Louis (спільно з Луї Армстронгом) - Вихід: 1956 - Лейбли: Verve Records - Формати: CD, LP                                      | 12                           | —                            | —                            | —                            | —                            | —                            | —                            | —                            | —                            | —                            | —                            |
| 1956                                          | Ella Fitzgerald Sings the Rodgers & Hart Songbook - Вихід: 1956 - Лейбли: Verve Records - Формати: CD, LP                               | 34                           | —                            | —                            | —                            | —                            | —                            | —                            | —                            | —                            | —                            | —                            |
| 1957                                          | Ella and Louis Again (спільно з Луї Армстронгом) - Вихід: 1957 - Лейбли: Verve Records - Формати: CD, LP                                | —                            | —                            | —                            | —                            | —                            | —                            | —                            | —                            | —                            | —                            | —                            |
| 1957                                          | Ella Fitzgerald Sings the Duke Ellington Songbook (спільно з Дюком Еллінгтоном) - Вихід: 1957 - Лейбли: Verve Records - Формати: CD, LP | —                            | 34                           | —                            | —                            | —                            | —                            | —                            | —                            | —                            | —                            | —                            |
| 1957                                          | Like Someone in Love - Вихід: 1957 - Лейбли: Verve Records - Формати: CD, LP                                                            | —                            | —                            | —                            | —                            | —                            | —                            | —                            | —                            | —                            | —                            | —                            |
| 1957                                          | Porgy and Bess (спільно з Луї Армстронгом) - Вихід: 1957 - Лейбли: Verve Records - Формати: CD, LP                                      | —                            | —                            | —                            | —                            | —                            | —                            | —                            | —                            | —                            | —                            | —                            |
| 1958                                          | Ella Swings Lightly - Вихід: 1958 - Лейбли: Verve Records - Формати: CD, LP                                                             | —                            | —                            | —                            | —                            | —                            | —                            | —                            | —                            | —                            | —                            | —                            |
| 1958                                          | Ella Fitzgerald Sings the Irving Berlin Songbook - Вихід: 1958 - Лейбли: Verve Records - Формати: CD, LP                                | —                            | —                            | 5                            | —                            | —                            | —                            | —                            | —                            | —                            | —                            | —                            |
| 1959                                          | Get Happy! - Вихід: 1959 - Лейбли: Verve Records - Формати: CD, LP                                                                      | —                            | —                            | —                            | —                            | —                            | —                            | —                            | —                            | —                            | —                            | —                            |
| 1959                                          | Ella Fitzgerald Sings Sweet Songs for Swingers - Вихід: 1959 - Лейбли: Verve Records - Формати: CD, LP                                  | —                            | —                            | —                            | —                            | —                            | —                            | —                            | —                            | —                            | —                            | —                            |
| 1959                                          | Ella Fitzgerald Sings the George and Ira Gershwin Songbook - Вихід: 1959 - Лейбли: Verve Records - Формати: CD, LP                      | 111                          | 45                           | —                            | —                            | —                            | —                            | —                            | —                            | —                            | —                            | —                            |
| 1960                                          | Ella Wishes You a Swinging Christmas - Вихід: 1960 - Лейбли: Verve Records - Формати: CD, LP                                            | —                            | —                            | —                            | —                            | —                            | —                            | —                            | —                            | —                            | —                            | —                            |
| 1960                                          | Hello, Love - Вихід: 1960 - Лейбли: Verve Records - Формати: CD, LP                                                                     | —                            | —                            | —                            | —                            | —                            | —                            | —                            | —                            | —                            | —                            | —                            |
| 1960                                          | Ella Fitzgerald Sings Songs from «Let No Man Write My Epitaph» - Вихід: 1960 - Лейбли: Verve Records - Формати: CD, LP                  | —                            | —                            | —                            | —                            | —                            | —                            | —                            | —                            | —                            | —                            | —                            |
| 1961                                          | Ella Fitzgerald Sings the Harold Arlen Songbook - Вихід: 1961 - Лейбли: Verve Records - Формати: CD, LP                                 | —                            | —                            | —                            | —                            | —                            | —                            | —                            | —                            | —                            | —                            | —                            |
| 1961                                          | Clap Hands, Here Comes Charlie! - Вихід: 1961 - Лейбли: Verve Records - Формати: CD, LP                                                 | —                            | —                            | —                            | —                            | —                            | —                            | —                            | —                            | —                            | —                            | —                            |
| 1962                                          | Rhythm Is My Business - Вихід: 1962 - Лейбли: Verve Records - Формати: CD, LP                                                           | —                            | —                            | —                            | —                            | —                            | —                            | —                            | —                            | —                            | —                            | —                            |
| 1962                                          | Ella Swings Brightly With Nelson - Вихід: 1962 - Лейбли: Verve Records - Формати: CD, LP                                                | —                            | —                            | —                            | —                            | —                            | —                            | —                            | —                            | —                            | —                            | —                            |
| 1962                                          | Ella Swings Gently With Nelson - Вихід: 1962 - Лейбли: Verve Records - Формати: CD, LP                                                  | —                            | —                            | —                            | —                            | —                            | —                            | —                            | —                            | —                            | —                            | —                            |
| 1963                                          | Ella Sings Broadway - Вихід: 1963 - Лейбли: Verve Records - Формати: CD, LP                                                             | —                            | —                            | —                            | —                            | —                            | —                            | —                            | —                            | —                            | —                            | —                            |
| 1963                                          | Ella Fitzgerald Sings the Jerome Kern Songbook - Вихід: 1963 - Лейбли: Verve Records - Формати: CD, LP                                  | —                            | —                            | —                            | —                            | —                            | —                            | —                            | —                            | —                            | —                            | —                            |
| 1963                                          | Ella and Basie! - Вихід: 1963 - Лейбли: Verve Records - Формати: CD, LP                                                                 | —                            | —                            | —                            | —                            | —                            | —                            | —                            | —                            | —                            | —                            | —                            |
| 1963                                          | These Are the Blues - Вихід: 1963 - Лейбли: Verve Records - Формати: CD, LP                                                             | —                            | —                            | —                            | —                            | —                            | —                            | —                            | —                            | —                            | —                            | —                            |
| 1964                                          | Hello, Dolly! - Вихід: 1964 - Лейбли: Verve Records - Формати: CD, LP                                                                   | 146                          | —                            | —                            | —                            | —                            | —                            | —                            | —                            | —                            | —                            | —                            |
| 1964                                          | Ella Fitzgerald Sings the Johnny Mercer Songbook - Вихід: 1964 - Лейбли: Verve Records - Формати: CD, LP                                | —                            | 14                           | —                            | —                            | —                            | —                            | —                            | —                            | —                            | —                            | —                            |
| 1965                                          | Ella at Duke’s Place - Вихід: 1965 - Лейбли: Verve Records - Формати: CD, LP                                                            | —                            | 21                           | —                            | —                            | —                            | —                            | —                            | —                            | —                            | —                            | —                            |
| 1967                                          | Whisper Not - Вихід: 1967 - Лейбли: Verve Records - Формати: CD, LP                                                                     | —                            | —                            | —                            | —                            | —                            | —                            | —                            | —                            | —                            | —                            | —                            |
| 1967                                          | Brighten the Corner - Вихід: 1967 - Лейбли: Capitol Records - Формати: CD, LP                                                           | 172                          | —                            | —                            | —                            | —                            | —                            | —                            | —                            | —                            | —                            | —                            |
| 1967                                          | Ella Fitzgerald’s Christmas - Вихід: 1967 - Лейбли: Capitol Records - Формати: CD, LP                                                   | 20                           | —                            | —                            | —                            | —                            | —                            | —                            | —                            | —                            | —                            | —                            |
| 1968                                          | 30 by Ella - Вихід: 1968 - Лейбли: Capitol Records - Формати: CD, LP                                                                    | —                            | —                            | —                            | —                            | —                            | —                            | —                            | —                            | —                            | —                            | —                            |
| 1968                                          | Misty Blue - Вихід: 1968 - Лейбли: Capitol Records - Формати: CD, LP                                                                    | —                            | —                            | —                            | —                            | —                            | —                            | —                            | —                            | —                            | —                            | —                            |
| 1969                                          | Ella - Вихід: 1969 - Лейбли: Reprise Records - Формати: CD, LP                                                                          | —                            | —                            | —                            | —                            | —                            | —                            | —                            | —                            | —                            | —                            | —                            |
| 1970                                          | Things Ain’t What They Used to Be (And You Better Believe It) - Вихід: 1970 - Лейбли: Reprise Records - Формати: CD, LP                 | —                            | —                            | —                            | —                            | —                            | —                            | —                            | —                            | —                            | —                            | —                            |
| 1972                                          | Ella Loves Cole - Вихід: 12 червня 1972 - Лейбли: Reprise Records - Формати: CD, LP                                                     | —                            | 17                           | —                            | —                            | —                            | —                            | —                            | —                            | —                            | —                            | —                            |
| 1973                                          | Take Love Easy - Вихід: 1973 - Лейбли: Pablo Records - Формати: CD, LP                                                                  | —                            | —                            | —                            | —                            | —                            | —                            | —                            | —                            | —                            | —                            | —                            |
| 1974                                          | Fine and Mellow - Вихід: 1979 - Лейбли: Pablo Records - Формати: CD, LP                                                                 | —                            | 41                           | —                            | —                            | —                            | —                            | —                            | —                            | —                            | —                            | —                            |
| 1975                                          | Ella and Oscar - Вихід: 1975 - Лейбли: Pablo Records - Формати: CD, LP                                                                  | —                            | —                            | —                            | —                            | —                            | —                            | —                            | —                            | —                            | —                            | —                            |
| 1976                                          | Fitzgerald and Pass… Again - Вихід: 1976 - Лейбли: Pablo Records - Формати: CD, LP                                                      | —                            | —                            | —                            | —                            | —                            | —                            | —                            | —                            | —                            | —                            | —                            |
| 1978                                          | Lady Time - Вихід: 1978 - Лейбли: Pablo Records - Формати: CD, LP                                                                       | —                            | 45                           | —                            | —                            | —                            | —                            | —                            | —                            | —                            | —                            | —                            |
| 1978                                          | Dream Dancing - Вихід: 1978 - Лейбли: Pablo Records - Формати: CD, LP                                                                   | —                            | —                            | —                            | —                            | —                            | —                            | —                            | —                            | —                            | —                            | —                            |
| 1979                                          | A Classy Pair - Вихід: 15 лютого 1979 - Лейбли: Pablo Records - Формати: CD, LP                                                         | —                            | 29                           | —                            | —                            | —                            | —                            | —                            | —                            | —                            | —                            | —                            |
| 1981                                          | Ella Abraça Jobim - Вихід: 1981 - Лейбли: Pablo Records - Формати: CD, LP                                                               | —                            | —                            | —                            | —                            | —                            | —                            | —                            | —                            | —                            | —                            | —                            |
| 1982                                          | The Best Is Yet to Come - Вихід: 1982 - Лейбли: Pablo Records - Формати: CD, LP                                                         | —                            | —                            | —                            | —                            | —                            | —                            | —                            | —                            | —                            | —                            | —                            |
| 1983                                          | Speak Love - Вихід: 1983 - Лейбли: Pablo Records - Формати: CD, LP                                                                      | —                            | —                            | —                            | —                            | —                            | —                            | —                            | —                            | —                            | —                            | —                            |
| 1983                                          | Nice Work If You Can Get It - Вихід: 23 травня 1983 - Лейбли: Pablo Records - Формати: CD                                               | —                            | —                            | —                            | —                            | —                            | —                            | —                            | —                            | —                            | —                            | —                            |
| 1986                                          | Easy Living - Вихід: 1986 - Лейбли: Pablo Records - Формати: CD                                                                         | —                            | —                            | —                            | —                            | —                            | —                            | —                            | —                            | —                            | —                            | —                            |
| 1989                                          | All That Jazz - Вихід: 1989 - Лейбли: Pablo Records - Формати: CD                                                                       | —                            | —                            | —                            | —                            | —                            | —                            | —                            | —                            | —                            | —                            | —                            |
| «—» ставиться, якщо альбом не потрапив у чарт | |                              |                              |                              |                              |                              |                              |                              |                              |                              |                              |                              |

## Концертні альбоми
| Рік                                           | Опис | Максимальні позиції в чартах | Максимальні позиції в чартах | Максимальні позиції в чартах | Максимальні позиції в чартах | Максимальні позиції в чартах | Максимальні позиції в чартах | Максимальні позиції в чартах | Максимальні позиції в чартах | Максимальні позиції в чартах | Максимальні позиції в чартах | Максимальні позиції в чартах |
| Рік                                           | Опис | US                           | Jazz                         | UK                           | ITA                          | SWE                          | AUS                          | GER                          | NZ                           | NOR                          | NL                           | SWI                          |
| --------------------------------------------- | --- | ---------------------------- | ---------------------------- | ---------------------------- | ---------------------------- | ---------------------------- | ---------------------------- | ---------------------------- | ---------------------------- | ---------------------------- | ---------------------------- | ---------------------------- |
| 1958                                          | At the Opera House - Вихід: 1958 - Лейбли: Verve Records - Формати: CD, LP                              | —                            | —                            | 16                           | —                            | —                            | —                            | —                            | —                            | —                            | —                            | —                            |
| 1958                                          | Ella Fitzgerald and Billie Holiday at Newport - Вихід: 1958 - Лейбли: Verve Records - Формати: CD, LP   | —                            | —                            | —                            | —                            | —                            | —                            | —                            | —                            | —                            | —                            | —                            |
| 1958                                          | Ella in Rome: The Birthday Concert - Вихід: 1988 - Лейбли: Verve Records - Формати: CD                  | —                            | —                            | —                            | —                            | —                            | —                            | —                            | —                            | —                            | —                            | —                            |
| 1958                                          | Ella Fitzgerald Live at Mister Kelly's - Вихід: 2007 - Лейбли: Verve Records - Формати: CD, LP          | —                            | —                            | —                            | —                            | —                            | —                            | —                            | —                            | —                            | —                            | —                            |
| 1960                                          | Ella in Berlin: Mack the Knife - Вихід: 1960 - Лейбли: Verve Records - Формати: CD, LP                  | 45                           | —                            | —                            | —                            | —                            | —                            | —                            | —                            | —                            | —                            | —                            |
| 1961                                          | Ella in Hollywood - Вихід: 1961 - Лейбли: Verve Records - Формати: CD, LP                               | —                            | —                            | —                            | —                            | —                            | —                            | —                            | —                            | —                            | —                            | —                            |
| 1961                                          | Ella Returns to Berlin - Вихід: 1991 - Лейбли: Verve Records - Формати: CD, LP                          | —                            | —                            | —                            | —                            | —                            | —                            | —                            | —                            | —                            | —                            | —                            |
| 1962                                          | Twelve Nights in Hollywood - Вихід: 10 листопада 2009 - Лейбли: Verve Records - Формати: CD, LP         | 155                          | —                            | —                            | —                            | —                            | —                            | —                            | —                            | —                            | —                            | —                            |
| 1964                                          | Ella at Juan-Les-Pins - Вихід: 1964 - Лейбли: Verve Records - Формати: CD, LP                           | —                            | —                            | —                            | —                            | —                            | —                            | —                            | —                            | —                            | —                            | —                            |
| 1964                                          | Ella in Japan: 'S Wonderful - Вихід: 2011 - Лейбли: Verve Records - Формати: CD                         | —                            | —                            | —                            | —                            | —                            | —                            | —                            | —                            | —                            | —                            | —                            |
| 1965                                          | Ella in Hamburg - Вихід: 1965 - Лейбли: Verve Records - Формати: CD, LP                                 | —                            | —                            | —                            | —                            | —                            | —                            | —                            | —                            | —                            | —                            | —                            |
| 1966                                          | Ella and Duke at the Cote D'Azur - Вихід: 1967 - Лейбли: Verve Records - Формати: CD, LP                | —                            | —                            | —                            | —                            | —                            | —                            | —                            | —                            | —                            | —                            | —                            |
| 1966                                          | The Stockholm Concert, 1966 - Вихід: 1984 - Лейбли: Pablo Records - Формати: CD, LP                     | —                            | —                            | —                            | —                            | —                            | —                            | —                            | —                            | —                            | —                            | —                            |
| 1968                                          | Sunshine of Your Love - Вихід: 1969 - Лейбли: Verve Records - Формати: CD, LP                           | —                            | —                            | —                            | —                            | —                            | —                            | —                            | —                            | —                            | —                            | —                            |
| 1970                                          | Ella in Budapest, Hungary - Вихід: 1999 - Лейбли: Pablo Records - Формати: CD                           | —                            | —                            | —                            | —                            | —                            | —                            | —                            | —                            | —                            | —                            | —                            |
| 1971                                          | Ella à Nice - Вихід: 1982 - Лейбли: Pablo Records - Формати: CD, LP                                     | —                            | —                            | —                            | —                            | —                            | —                            | —                            | —                            | —                            | —                            | —                            |
| 1972                                          | Jazz at Santa Monica Civic '72 - Вихід: 1972 - Лейбли: Pablo Records - Формати: CD, LP                  | —                            | —                            | —                            | —                            | —                            | —                            | —                            | —                            | —                            | —                            | —                            |
| 1973                                          | Newport Jazz Festival: Live at Carnegie Hall - Вихід: 1973 - Лейбли: Columbia Records - Формати: CD, LP | —                            | —                            | —                            | —                            | —                            | —                            | —                            | —                            | —                            | —                            | —                            |
| 1974                                          | Ella in London - Вихід: 1974 - Лейбли: Pablo Records - Формати: CD, LP                                  | —                            | —                            | —                            | —                            | —                            | —                            | —                            | —                            | —                            | —                            | —                            |
| 1975                                          | Montreux ’75 - Вихід: 1975 - Лейбли: Pablo Records - Формати: CD, LP                                    | —                            | —                            | —                            | —                            | —                            | —                            | —                            | —                            | —                            | —                            | —                            |
| 1977                                          | Montreux ’77 - Вихід: 1977 - Лейбли: Pablo Records - Формати: CD, LP                                    | —                            | —                            | —                            | —                            | —                            | —                            | —                            | —                            | —                            | —                            | —                            |
| 1979                                          | Digital III at Montreux - Вихід: 1979 - Лейбли: Pablo Records - Формати: CD, LP                         | —                            | —                            | —                            | —                            | —                            | —                            | —                            | —                            | —                            | —                            | —                            |
| 1979                                          | A Perfect Match - Вихід: 1979 - Лейбли: Pablo Records - Формати: CD, LP                                 |                              | —                            | —                            | —                            | —                            | —                            | —                            | —                            | —                            | —                            | —                            |
| 1983                                          | Sophisticated Lady - Вихід: 19 червня 2001 - Лейбли: Pablo Records - Формати: CD                        | —                            | —                            | —                            | —                            | —                            | —                            | —                            | —                            | —                            | —                            | —                            |
| «—» ставиться, якщо альбом не потрапив у чарт | |                              |                              |                              |                              |                              |                              |                              |                              |                              |                              |                              |

## Збірки
| 1994                                            | The Complete Ella Fitzgerald Song Books - Вихід: 1994 - Лейбли: Verve Records - Формати: CD                 | — | —  | — | —  | — | — | — | — | — | — | — |                         |
| 1994                                            | Pure Ella - Вихід: 1994 - Лейбли: MCA Records - Формати: CD                                                 | — | —  | — | —  | — | — | — | — | — | — | — |                         |
| 1997                                            | The Complete Ella Fitzgerald & Louis Armstrong on Verve - Вихід: 1997 - Лейбли: Verve Records - Формати: CD | — | —  | — | —  | — | — | — | — | — | — | — |                         |
| 2003                                            | Jukebox Ella: The Complete Verve Singles - Вихід: 2003 - Лейбли: Verve Records - Формати: CD                | — | —  | — | —  | — | — | — | — | — | — | — |                         |
| 2003                                            | Gold - Вихід: 7 березня 2003 - Лейбли: Verve Records - Формати: CD                                          | — | 15 | — | 11 | — | — | — | — | — | — | — | Велика Британія:Золотий |
| «—» ставиться, якщо альбом не потрапив до чарту | |   |    |   |    |   |   |   |   |   |   |   |                         |

## Спільні альбоми
| Рік                                             | Опис | Максимальні позиції в чартах | Максимальні позиції в чартах | Максимальні позиції в чартах | Максимальні позиції в чартах | Максимальні позиції в чартах | Максимальні позиції в чартах | Максимальні позиції в чартах | Максимальні позиції в чартах | Максимальні позиції в чартах | Максимальні позиції в чартах | Максимальні позиції в чартах |
| Рік                                             | Опис | US                           | Jazz                         | UK                           | ITA                          | SWE                          | AUS                          | GER                          | NZ                           | NOR                          | NL                           | SWI                          |
| ----------------------------------------------- | --- | ---------------------------- | ---------------------------- | ---------------------------- | ---------------------------- | ---------------------------- | ---------------------------- | ---------------------------- | ---------------------------- | ---------------------------- | ---------------------------- | ---------------------------- |
| 1953                                            | JATP In Tokyo — Live at the Nichigeki Theatre 1953'’ - Вихід: 1953 - Лейбли: Verve Records - Формати: LP - Коментар: В рамках спільного концерту з Jazz at the Philharmonic в Токіо                                | —                            | —                            | —                            | —                            | —                            | —                            | —                            | —                            | —                            | —                            | —                            |
| 1955                                            | Songs from Pete Kelly's Blues - Вихід: 1955 - Лейбли: Decca Records - Формати: LP - Коментар: Саундтрек до фільму, що містить пісні Пеггі Лі і Елли Фіцджеральд                                                    | —                            | —                            | —                            | —                            | —                            | —                            | —                            | —                            | —                            | —                            | —                            |
| 1956                                            | Jazz at the Hollywood Bowl - Вихід: 1956 - Лейбли: Verve Records - Формати: LP - Коментар: В рамках спільно концерту з Jazz at the Philharmonic в Токіо                                                            | —                            | —                            | —                            | —                            | —                            | —                            | —                            | —                            | —                            | —                            | —                            |
| 1957                                            | One O'Clock Jump - Вихід: 1957 - Лейбли: Verve Records - Формати: LP - Коментар: Спільно з Каунтом Бейсі і Джо Вільямсом                                                                                           | —                            | —                            | —                            | —                            | —                            | —                            | —                            | —                            | —                            | —                            | —                            |
| 1957                                            | Classic Duets - Вихід: 1957 - Лейбли: Verve Records - Формати: LP - Коментар: Спільно з Френком Сінатрою | —                            | —                            | —                            | —                            | —                            | —                            | —                            | —                            | —                            | —                            | —                            |
| 1983                                            | Jazz at the Philharmonic — Yoyogi National Stadium, Tokyo 1983: Return to Happiness - Вихід: 1983 - Лейбли: Pablo Records - Формати: CD - Коментар: В рамках спільного концерту з Jazz at the Philharmonic в Токіо | —                            | —                            | —                            | —                            | —                            | —                            | —                            | —                            | —                            | —                            | —                            |
| 1989                                            | Back on the Block - Вихід: 1989 - Лейбли: Qwest Records - Формати: CD - Коментар: Спільно з Квінсі Джонсом | —                            | —                            | —                            | —                            | —                            | —                            | —                            | —                            | —                            | —                            | —                            |
| «—» ставиться, якщо альбом не потрапив до чарту | |                              |                              |                              |                              |                              |                              |                              |                              |                              |                              |                              |

## Присвяти
| Рік                                             | Опис | Максимальні позиції в чартах | Максимальні позиції в чартах | Максимальні позиції в чартах | Максимальні позиції в чартах | Максимальні позиції в чартах | Максимальні позиції в чартах | Максимальні позиції в чартах | Максимальні позиції в чартах | Максимальні позиції в чартах | Максимальні позиції в чартах | Максимальні позиції в чартах |
| Рік                                             | Опис | US                           | Jazz                         | UK                           | ITA                          | SWE                          | AUS                          | GER                          | NZ                           | NOR                          | NL                           | SWI                          |
| ----------------------------------------------- | --- | ---------------------------- | ---------------------------- | ---------------------------- | ---------------------------- | ---------------------------- | ---------------------------- | ---------------------------- | ---------------------------- | ---------------------------- | ---------------------------- | ---------------------------- |
| 1997                                            | Dear Ella - Виконавець: Ді Ді Бріджвотер - Вихід: 30 вересня 1997 - Лейбли: Verve Records - Формати: CD                                                                                               | —                            | 5                            | —                            | —                            | —                            | —                            | —                            | —                            | —                            | —                            | —                            |
| 1998                                            | To Ella - Виконавець: Одетта Холмс - Вихід: 6 жовтня 1998 - Лейбли: Silverwolf - Формати: CD | —                            | —                            | —                            | —                            | —                            | —                            | —                            | —                            | —                            | —                            | —                            |
| 2002                                            | For Ella - Виконавець: Патті Остін - Вихід: 21 травня 2002 - Лейбли: Concord Records - Формати: CD | —                            | 7                            | —                            | —                            | —                            | —                            | —                            | —                            | —                            | —                            | —                            |
| 2007                                            | We All Love Ella: Celebrating the First Lady of Song - Виконавець: Наталі Коул, Чака Хан, Квін Латіфа, Майкл Бубле, Стіві Вандер та інші - Вихід: 6 червня 2007 - Лейбли: Verve Records - Формати: CD | —                            | —                            | —                            | —                            | —                            | —                            | —                            | —                            | —                            | —                            | —                            |
| «—» ставиться, якщо альбом не потрапив до чарту | |                              |                              |                              |                              |                              |                              |                              |                              |                              |                              |                              |

## Сингли
| 1936                                            | «All My Life» (з Тедді Вілсоном)                                        | 13  | —  | —  | — | —  | — |
| 1936                                            | «Sing Me a Swing Song (and Let Me Dance)» (з Чіком Веббом)              | 18  | —  | —  | — | —  | — |
| 1936                                            | «My Melancholy Baby» (з Тедді Вілсоном)                                 | 6   | —  | —  | — | —  | — |
| 1936                                            | «(If You Can’t Sing It) You’ll Have To Swing It» (з Чіком Веббом)       | 20  | —  | —  | — | —  | — |
| 1937                                            | «Goodnight My Love» (з Бенні Гудменом)                                  | 1   | —  | —  | — | —  | — |
| 1937                                            | «Dedicated to You» (з The Mills Brothers)                               | 19  | —  | —  | — | —  | — |
| 1937                                            | «Big Boy Blue» (з The Mills Brothers)                                   | 20  | —  | —  | — | —  | — |
| 1937                                            | «If You Ever Should Leave»                                              | 12  | —  | —  | — | —  | — |
| 1937                                            | «All Over Nothing At All»                                               | 20  | —  | —  | — | —  | — |
| 1938                                            | «Rock It For Me» (з Чіком Веббом)                                       | 19  | —  | —  | — | —  | — |
| 1938                                            | «I Got a Guy» (з Чіком Веббом)                                          | 18  | —  | —  | — | —  | — |
| 1938                                            | «A-Tisket, A-Tasket» (з Чіком Веббом)                                   | 1   | —  | —  | — | —  | — |
| 1938                                            | «I Found My Yellow Basket» (з Чіком Веббом)                             | 3   | —  | —  | — | —  | — |
| 1938                                            | «Wacky Dust» (з Чіком Веббом)                                           | 13  | —  | —  | — | —  | — |
| 1938                                            | «MacPherson Is Rehearsin’ To Swing» (з Чіком Веббом)                    | 14  | —  | —  | — | —  | — |
| 1938                                            | «F.D.R. Jones» (з Чіком Веббом)                                         | 8   | —  | —  | — | —  | — |
| 1939                                            | «Undecided» (з Чіком Веббом)                                            | 8   | —  | —  | — | —  | — |
| 1939                                            | «T’aint What You Do (It’s the Way That Cha Do It)» (з Чіком Веббом)     | 19  | —  | —  | — | —  | — |
| 1939                                            | «Chew, Chew, Chew (Your Bubble Gum)» (з Чіком Веббом)                   | 14  | —  | —  | — | —  | — |
| 1939                                            | «I Want the Waiter (With the Water)»                                    | 9   | —  | —  | — | —  | — |
| 1939                                            | «My Wubba Dolly»                                                        | 16  | —  | —  | — | —  | — |
| 1940                                            | «The Starlit Hour»                                                      | 17  | —  | —  | — | —  | — |
| 1940                                            | «Sing Song Swing»                                                       | 23  | —  | —  | — | —  | — |
| 1940                                            | «Imagination»                                                           | 15  | —  | —  | — | —  | — |
| 1940                                            | «Sugar Blues»                                                           | 27  | —  | —  | — | —  | — |
| 1940                                            | «Shake Down the Stars»                                                  | 18  | —  | —  | — | —  | — |
| 1940                                            | «Five O’Clock Whistle»                                                  | 9   | —  | —  | — | —  | — |
| 1941                                            | «Louisville K.Y.»                                                       | 23  | —  | —  | — | —  | — |
| 1941                                            | «Hello Ma! I Done It Again»                                             | 26  | —  | —  | — | —  | — |
| 1941                                            | «The Muffin Man»                                                        | 23  | —  | —  | — | —  | — |
| 1943                                            | «My Heart and I Decided» (з The Keys)                                   | —   | —  | —  | 6 | —  | — |
| 1944                                            | «Cow-Cow Boogie» (з The Ink Spots)                                      | 10  | —  | —  | 1 | —  | — |
| 1944                                            | «When My Sugar Walks Down the Street»                                   | 27  | —  | —  | — | —  | 2 |
| 1944                                            | «Once Too Often»                                                        | 24  | —  | —  | — | —  | — |
| 1944                                            | «I’m Making Believe» (з The Ink Spots)                                  | 1   | —  | —  | 2 | —  | — |
| 1944                                            | «Into Each Life Some Rain Must Fall» (з The Ink Spots)                  | 1   | —  | —  | 1 | —  | — |
| 1945                                            | «And Her Tears Flowed Like Wine»                                        | 10  | —  | —  | — | —  | — |
| 1945                                            | «I’m Beginning To See the Light» (з The Ink Spots)                      | 5   | —  | —  | — | —  | — |
| 1945                                            | «It’s Only a Paper Moon»                                                | 9   | —  | —  | 4 | —  | — |
| 1946                                            | «The Frim Fram Sauce» (з Луї Армстронгом)                               | —   | —  | —  | 4 | —  | — |
| 1946                                            | «You Won’t Be Satisfied (Until You Break My Heart)» (з Луї Армстронгом) | 10  | —  | —  | — | —  | — |
| 1946                                            | «Stone Cold Dead In the Market (He Had It Coming)» (з Луї Джордоном)    | 7   | —  | —  | 1 | —  | — |
| 1946                                            | «Petootie Pie» (з Луї Джордоном)                                        | —   | —  | —  | 3 | —  | — |
| 1946                                            | «(I Love You) For Sentimental Reasons»                                  | 8   | —  | —  | — | —  | — |
| 1947                                            | «That’s My Desire»                                                      | 3   | —  | —  | — | —  | — |
| 1947                                            | «Guilty»                                                                | 11  | —  | —  | — | —  | — |
| 1948                                            | «My Happiness»                                                          | 6   | —  | —  | 8 | —  | — |
| 1948                                            | «Tea Leaves»                                                            | 24  | —  | —  | — | —  | — |
| 1948                                            | «It’s Too Soon To Know»                                                 | —   | —  | —  | 6 | —  | — |
| 1949                                            | «Baby, It’s Cold Outside» (з Луї Джордоном)                             | 9   | —  | —  | 6 | —  | — |
| 1950                                            | «Can Anyone Explain (No, No, No)» (з Луї Армстронгом)                   | 30  | —  | —  | — | —  | — |
| 1950                                            | «I’ll Never Be Free» (з Луї Джордоном)                                  | —   | —  | —  | 7 | —  | — |
| 1951                                            | «Smooth Sailing»                                                        | 23  | —  | —  | 3 | —  | — |
| 1952                                            | «Trying»                                                                | 21  | —  | —  | — | —  | — |
| 1952                                            | «Walkin’ By the River»                                                  | 29  | —  | —  | — | —  | — |
| 1953                                            | «Crying In the Chapel»                                                  | 15  | —  | —  | — | —  | — |
| 1954                                            | «Melancholy Me»                                                         | 25  | —  | —  | — | —  | — |
| 1954                                            | «I Need»                                                                | 30  | —  | —  | — | —  | — |
| 1956                                            | «A Beautiful Friendship»                                                | 74  | —  | —  | — | —  | — |
| 1958                                            | «The Swinging Shepherd Blues»                                           | —   | —  | 15 | — | —  | — |
| 1959                                            | «But Not for Me»                                                        | —   | —  | 25 | — | —  | — |
| 1960                                            | «Mack the Knife»                                                        | 27  | —  | 19 | 6 | —  | — |
| 1960                                            | «How High the Moon (Part 1)»                                            | 76  | —  | 46 | — | —  | — |
| 1961                                            | «Mr. Paganini (You’ll Have to Swing It)»                                | 103 | 20 | —  | — | —  | — |
| 1962                                            | «Desafinado (Slightly Out of Tune)»                                     | 102 | —  | 38 | — | —  | — |
| 1962                                            | «Stardust Bossa Nova»                                                   | 129 | —  | —  | — | —  | — |
| 1963                                            | «Bill Bailey, Won’t You Please Come Home»                               | 75  | —  | —  | — | —  | — |
| 1964                                            | «Hello, Dolly!»                                                         | 125 | —  | —  | — | —  | — |
| 1964                                            | «Can't Buy Me Love»                                                     | —   | —  | 34 | — | 24 | — |
| 1965                                            | «Ringo Beat»                                                            | 127 | —  | —  | — | —  | — |
| 1968                                            | «I Taught Him Everything He Knows»                                      | —   | 22 | —  | — | —  | — |
| 1969                                            | «Get Ready»                                                             | 126 | —  | —  | — | —  | — |
| 1989                                            | «Summertime»                                                            | —   | —  | 82 | — | —  | — |
| «—» ставиться, якщо сингл не потрапив до чарту. |                                                                         |     |    |    |   |    |   |